# Антидетонаторы
Антидетона́торы (антидетонационные присадки, англ. antiknock agents) — вещества, добавляемые в небольших количествах к моторным топливам для повышения их октанового числа и снижения вероятности стука в двигателе. Список веществ, позволяющих повысить антидетонационные свойства топлив, достаточно обширен, однако не все из них могут использоваться ввиду технологических ограничений или по причинам экологического характера.

## Метил-трет-бутиловый эфир
Метил-трет-бутиловый эфир (МТБЭ) в настоящее время считается самым перспективным антидетонатором. В России его разрешено добавлять в автомобильные топлива в количестве до 15 %. Ограничения вызваны особенностями эксплуатационных характеристик — относительно низкой теплотой сгорания и высокой агрессивностью по отношению к резинам. Согласно результатам дорожных испытаний, неэтилированные бензины, содержащие 7—8 % МТБЭ, превосходят этилированные бензины при всех скоростях движения. МТБЭ представляет собой бесцветную прозрачную жидкость с резким запахом. Температура кипения составляет 54—55 °C, плотность 0,74 г/см3. Октановое число по исследовательскому методу составляет 115—135 пунктов. Мировое производство МТБЭ исчисляется десятками миллионов тонн в год.
В качестве потенциальных антидетонаторов возможно применение этил-трет-бутилового эфира, трет-амилметилового эфира, а также простых метиловых эфиров, полученных из олефинов С6-С7. Кроме того рассматриваются спирты: метиловый, этиловый, втор-бутиловый и трет-бутиловый.
Свойства некоторых эфиров.
| Эфир | Формула             | ОЧИМ | ОЧММ | ОЧср  | Ткип, °С |
| МТБЭ | CH3-O-C(CH3)3       | 118  | 110  | 114   | 55       |
| ЭТБЭ | C2H5-O-C(CH3)3      | 118  | 102  | 110   | 70       |
| МТАЭ | CH3-O-C(CH3)2C2H5   | 111  | 98   | 104,5 | 87       |
| ДИПЭ | (CH3)2CH-O-CH(CH3)2 | 110  | 99   | 104,5 | 69       |

Для получения бензинов АИ-95 и АИ-98 обычно используют добавки МТБЭ или его смесь с трет-бутиловым спиртом, которая называется Фэтэрол — торговое название Октан-115. Недостатком таких кислородсодержащих компонентов является улетучивание эфиров в жаркую погоду, что ведёт к понижению октанового числа.

## Соединения свинца
Наиболее эффективными и дешёвыми антидетонационными (октаноповышающими) присадками являются органические соединения свинца — тетраэтилсвинец (ТЭС) и тетраметилсвинец, причём первый получил большее распространение. ТЭС представляет собой густую бесцветную и ядовитую жидкость с температурой кипения 200°С. ТЭС хорошо растворяется в углеводородах и плохо в воде. Он ингибирует образование перекисных соединений в топливе, понижая вероятность детонации. Способность ТЭС повышать антидетонационные свойства топлив была открыта в 1921 году, а уже два года спустя ТЭС стали интенсивно производить в промышленности.
ТЭС не применяют в чистом виде, поскольку образующийся металлический свинец осаждается на стенках цилиндров двигателя, что приводит к отказу последнего. По этой причине в смеси с ТЭС вводят так называемые выносители, которые образуют с металлическим свинцом летучие соединения. Выносители обычно представляют собой хлор- или бромсодержащие соединения. Смесь ТЭС и выносителя называют этиловой жидкостью, а бензин, содержащий добавки этиловой жидкости, — этилированным.
Этиловая жидкость очень эффективна в повышении антидетонационных свойств топлив. Добавка долей процента этиловой жидкости в бензин позволяет увеличить его октановое число на 5—10 пунктов. Самая эффективная концентрация ТЭС составляет 0,5—0,8 г на 1 кг бензина. Более высокие концентрации ведут к повышению токсичности топлива, тогда как детонационная стойкость возрастает незначительно. С ростом содержания ТЭС также может снижаться надёжность работы двигателя из-за накопления свинца в камере сгорания. Если в топливе содержится сера, то эффективность ТЭС резко снижается, поскольку образующийся сернистый свинец препятствует разложению перекисей. При хранении этилированных бензинов их детонационная стойкость уменьшается в результате разложения ТЭС. Этот процесс ускоряется при наличии в топливе воды, осадков, смол, хранении при повышенной температуре и др.
Однако ТЭС очень ядовит и является канцерогенным веществом. Он может проникать в кровь человека через поры кожи и постепенно накапливаться в ней. Также возможно попадание в организм через дыхательные пути, что может вызвать тяжёлые заболевания. В пище даже небольшие дозы ТЭС вызывают смертельные отравления. Свинцовые соединения, удаляющиеся из двигателя с выхлопными газами, оседают в почве и откладываются в листьях придорожной растительности. Обнаружено повышенное содержание свинца даже в шерсти городских собак.
Антидетонаторы на основе ТЭС в Российской Федерации запрещены ГОСТ Р 51105-97, который регламентирует производство только неэтилированных бензинов. В Европе и других развитых стран от ТЭС также отказались с введением норм Евро-2.

## Соединения марганца
В качестве антидетонационных присадок эффективны два соединения на основе марганца: циклопентадиенилтрикарбонилмарганец (ЦТМ) C5H5Mn(CO)3 и метилциклопентадиенилтрикарбонилмарганец (МЦТМ) СH3C5H4Mn(CO)3. Первый представляет собой кристаллический порошок жёлтого цвета, второй — прозрачную маловязкую жидкость янтарного цвета с травянистым запахом, температурой кипения 233 °C, плотностью 1,3884 г/см3 и температурой застывания 1,5 °C. МЦТМ хорошо растворим в бензине и практически нерастворим в воде.
Оба эти соединения мало отличаются по эксплуатационным свойствам и имеют примерно одинаковую эффективность. В пересчёте на общее количество присадок марганцевые соединения не отличаются по эффективности от ТЭС, однако в пересчёте на содержание металла они эффективнее. При этом токсичность марганцевых присадок в 300 раз ниже. Их недостатком, однако, является разложение на свету, что ведёт к потере антидетонационных свойств. Несмотря на высокую эффективность их применение ограничено требованиями экологичности.

## Соединения железа
В качестве антидетонаторов представляют интерес пентакарбонил железа, диизобутиленовый комплекс пентакарбонила железа и ферроцен. Эффективность пентакарбонила железа Fe(CO)5 была обнаружена в 1924 году. Он представляет собой светло-жёлтую жидкость с характерным запахом (плотность 1,457 г/см3, температура кипения 102,2 °C, температура плавления 20 °C). Его применяли в 1930-е годы в Германии в концентрации 2—2,5 мл/кг. Затем, однако, его использование было прекращено ввиду того, что при его сгорании образовывались оксиды железа, нарушавшие работу свечей зажигания. При этом увеличивался износ стенок цилиндра двигателя. Прирост октанового числа в случае Fe(CO)5 на 15-20 % ниже, чем при использовании этиловой жидкости. Его недостатком также является склонность к быстрому разложению на свету до нерастворимого карбонила Fe(CO)9.
Диизобутиленовый комплекс пентакарбонила железа [Fe(CO)5]3[C8H16]5 представляет собой жидкость с плотностью 0,955 г/см3 и температурой кипения 27—32 °C, хорошо растворимую в бензине. По антидетонационной стойкости он близок пентакарбонилу железа.
Ферроцен (С5H5)2Fe — это легковоспламеняющийся кристаллический порошок оранжевого цвета (температура плавления 174 °C, кипения 249 °C, разложения 474 °C). Он полностью растворим в бензине и обладает большей антидетонационной стойкостью, чем другие соединения железа. Ферроцен и его производные можно использовать в составе бензинов всех марок при концентрации железа не более 37 мг/мл. Концентрацию ферроцена ограничивают по двум причинам. Во-первых, из-за образования оксидов железа, которые остаются в виде нагара на частях двигателя, а также накапливаются в масле. Во-вторых, из-за повышения склонности бензина к смолообразованию.

## Аминные соединения
Анилин С6H5NH2 представляет собой бесцветную маслянистую жидкость с температурой кипения 184°С и температурой плавления −6 °C. Анилин является ядовитым соединением и обладает ограниченной растворимостью в бензине. На воздухе он окисляется и темнеет. При низких температурах смеси анилина с бензином подвержены расслоению, поэтому в чистом виде анилин как антидетонатор не применяется.
Ароматические амины обладают высоким антидетонационным эффектом, но к применению допущен только монометиланилин (N-метиланилин) — С6H5NHCH3. Он представляет собой маслянистую жидкость жёлтого цвета с плотностью 0,98 г/см3, растворимую в бензинах, спиртах и эфирах. Октановое число по исследовательскому методу 280. Однако ароматические амины обладают существенным недостатком — они склонны к смолообразованию и влекут увеличение износа деталей двигателя.

## Сравнительные свойства антидетонаторов
Независимо от химической природы антидетонатора его концентрация в топливе по той или иной причине ограничена, что ведёт к ограниченному приросту октанового числа. Кроме того, прирост октанового числа нелинейно зависит от концентрации добавки и для каждого антидетонатора существует максимальная концентрация, выше которой он уже не проявляет дополнительного эффекта.
Сравнительные свойства антидетонаторов
| Тип присадки        | Макс. конц. | Причина ограничения                                                                                  | Макс. прирост ОЧ |
| Оксигенаты          | 15%         | Относительно низкая теплота сгорания и высокая агрессивность по отношению к резинам                  | 4-6              |
| Pb-содержащие       | 0,17 г Pb/л | Высокий уровень токсичности и нагарообразования в камере сгорания                                    | 8                |
| Mn-содержащие       | 50 мг Mn/л  | Повышенный износ, нагарообразование на свечах зажигания и в камере сгорания                          | 5-6              |
| Fe-содержащие       | 38 мг Fe/л  | Повышенный износ, нагарообразование на свечах зажигания и в камере сгорания                          | 3-4              |
| Ароматические амины | 1-1,3%      | Осмоление деталей двигателя и топливной системы. Увеличение износа деталей цилиндро-поршневой группы | 6                |